# Ервін Баксіла
Ервін Баксіла (нім. Erwin Backsila; 27 січня 1910, Будапешт — 3 березня 1982, Відень) — австрійський і німецький льотчик винищувальної авіації, оберстлейтенант люфтваффе.

## Біографія
Син генерала австро-угорської армії. Вивчав хімію у Вищому технічному училищі в Відні. В 1931 році вступив в австрійську армію, служив у зенітній артилерії. 1 вересня 1935 року одним із перших офіцерів переведений у ПС Австрії. Після аншлюсу 15 березня 1938 року автоматично перейшов у люфтваффе, командир ескадрильї 131-ї винищувальної ескадри. Учасник Польської кампанії, ад'ютант командира 2-ї групи 1-ї штурмової ескадри. Під час Французької кампанії командував 11-ю ескадрильєю 2-ї штурмової ескадри. З 26 червня 1940 року — командир 7-ї ескадрильї 52-ї винищувальної ескадри. З 11 липня 1941 року перебував на штабній роботі. З вересня 1942 року — офіцер для особливих доручень при штабі 77-ї винищувальної ескадри, яка діяла на Середземноморському театрі бойових дій. У січні 1943 року переведений у штаб 3-го, у квітні 1943 року — 4-го винищувального командування в Довілі. На рахунку Баксіла в кінці 1943 року були 33 перемоги (ще 8 не були підтверджені). В листопаді 1943 року він був одним із ініціаторів створення особливої штурмової авіачастини — 1-ї штурмової ескадрильї, в яку потім був переведений. У квітні 1944 року під час бойового вильоту зазнав поранення в руку, після чого лікарі заборонили йому літати. З травня 1944 року служив у 16-му випробувальному командуванні в Пенемюнде (де випробовували ракетні винищувачі Messerschmitt Me.163 Komet), з серпня 1944 року — в 1-й ескадрильї 400-ї винищувальної ескадри, з листопада 1944 року — в 301-й винищувальній ескадрі. З 5 січня 1945 року — командир 4-ї (штурмової) групи 3-ї винищувальної ескадри. 17 лютого 1945 року був переведений у штаб 1-го авіакорпусу, дислокованого в Угорщині. Всього за час бойових дій збив 34 літаки.

## Нагороди
- Медаль «За вислугу років у Вермахті» 4-го класу (4 роки)
- Нагрудний знак пілота
- Залізний хрест 2-го і 1-го класу

Наприкінці війни був представлений до Німецького хреста в золоті, але не отримав нагороду.